# Var (Sălaj)
Var é uma cidade localizada no distrito de Sălaj, Romênia.